# Leo Wellens
Leo Wellens (* 15. März 1959 in Hasselt) ist ein ehemaliger belgischer Radrennfahrer.

## Sportliche Laufbahn
Wellens (auch Léo Wellens) war im Straßenradsport aktiv. Er war Teilnehmer der Olympischen Sommerspiele 1980 in Moskau. Im Mannschaftszeitfahren kam Belgien mit Patrick du Chau, Marc Sergeant, Gerrit Van Gestel und Leo Wellens den 16. Rang. In der Tour de l’Avenir 1980 wurde er 15. und damit bester Belgier. Den Grand Prix Guillaume Tell beendete er auf dem 6. Platz. Im Circuit Franco-Belge gewann er eine Etappe.
Von 1981 bis 1988 war er Berufsfahrer. Als Radprofi holte er Etappensiege in der Tour de l’Avenir, in der Tour Européen Lorraine-Alsace 1983 sowie in der Katalonien-Rundfahrt 1986. Zweiter wurde er im Grand Prix de Peymeinade 1985.
Die Tour de France 1981 beendete er auf dem 102. Platz. Die Vuelta a España bestritt er zweimal. 1987 und 1988 war er jeweils ausgeschieden. 1984 wurde er Achter in der Tour de Suisse.

## Familiäres
Er ist der Vater von Tim Wellens und Yannick Wellens, die ebenfalls als Radrennfahrer aktiv waren. Paul Wellens und Johan Wellens sind seine Brüder.